# Ciciri e tria

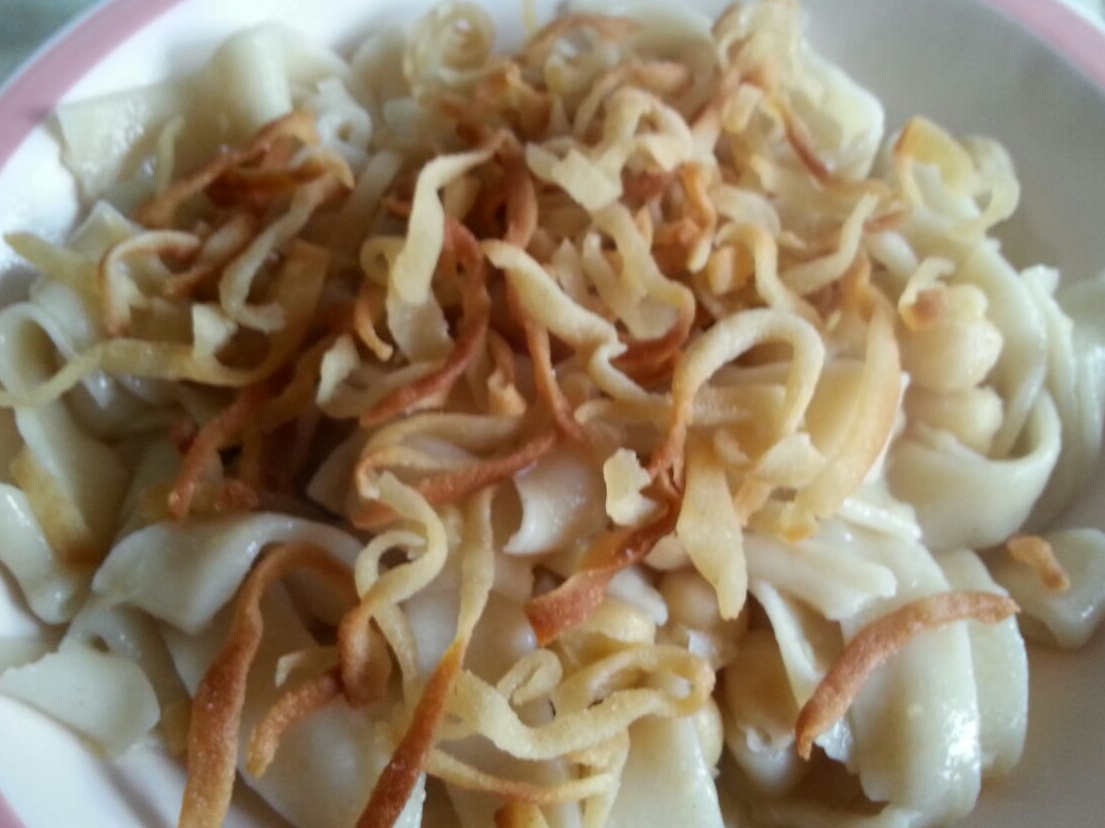
Un piatto di ciceri e tria

Ciciri e tria sono un trio comico salentino, composto da Carla Calò, Anna Rita Luceri e Francesca Sanna.
Il nome del gruppo s'ispira a un noto piatto della cucina salentina a base di pasta e ceci

## Biografia
Carla Calò, Anna Rita Luceri e Francesca Sanna formarono il trio comico nel 2004 perché parteciparono al laboratorio Zelig di Bari insieme ad altri artisti come Checco Zalone.
Il 15 agosto 2022 muore dopo una lunga malattia Anna Rita Luceri, all'età di 48 anni.

## Televisione
- 2006 in Fuori controllo su Telenorba (regia di Gennaro Nunziante, con Checco Zalone)
- 2007 in Zelig Off su Canale 5 (con Teresa Mannino e Federico Basso)
- 2007-2008 in Arcizelig su Canale 5 (con Vanessa Incontrada e Claudio Bisio)
- 2008-2009 in Arcizelig su Canale 5 (con Vanessa Incontrada e Claudio Bisio)
- 2009 in Mudù 6 su Telenorba (con Uccio De Santis)
- 2009 in Quelli che il calcio su Rai 2 (con Simona Ventura affiancato da Anna Falchi)
- 2011 in Premio Barocco su Rai 1 (con Fabrizio Frizzi)
- 2011 nel cast di Bambine cattive su SKY / Comedy Central
- 2011-2012 sono le Tate a Colorado cafè su Italia 1 (con Belen Rodriguez e Paolo Ruffini affiancati da Chiara Francini, Digei Angelo, Elena Morali e Luna)
- 2012 a Domenica Cinque su Canale 5
- 2014 a Tú sí que vales su Canale 5 (con Maria De Filippi, Rudy Zerbi, Gerry Scotti)